# Glückaufkette
Die Glückaufkette ist ein Gebirgszug der Anare Mountains im ostantarktischen Viktorialand. An der Nordflanke des Ebbe-Gletschers ragt sie nordwestlich des Vigil Spur auf.
Wissenschaftler der deutschen Expedition GANOVEX I (1979–1980) benannten sie nach dem deutschen Bergmannsgruß.